# 元善
元 善（げん ぜん、541年頃 - 600年頃）は、南朝梁から隋にかけての儒学者。またの名は善住。本貫は河南郡洛陽県。

## 経歴
元穎（元叉の庶長子）の子として生まれた。幼いときに父に従って梁に入った。学問を好み、五経に通じて、とくに『春秋左氏伝』に明るかった。侯景の乱のとき、西魏に帰順した。北周の武帝の礼遇を受け、太子宮尹となり、江陽県公の爵位を受けた。太子宇文贇に経書を講義した。
開皇元年（581年）、隋が建国されると、内史侍郎に任じられた。開皇8年（588年）、南朝陳の使者の袁雅が来朝すると、元善は文帝の命を受けて応接にあたった。後に国子祭酒に転じた。釈奠にあたって、『孝経』の講義を命じられた。学者としては何妥の下風に立ったが、解説が明朗で分かりやすかったため、多くの弟子を持った。何妥は元善の講義内容を批判し、元善はその批判の多くに答えることができず、何妥を憎んだ。
元善は高熲を宰相の才器として高く評価した。高熲が罪に落とされると、元善は憂懼のあまり病にかかり、まもなく死去した。享年は60。

## 伝記資料
- 『隋書』巻75 列伝第40
- 『北史』巻16 列伝第4